# Železno (gmina Žalec)
Železno – wieś w Słowenii, w gminie Žalec. W 2018 roku liczyła 241 mieszkańców.